# Marilda Azulay Tapiero
Marilda Azulay Tapiero (Casablanca, 8 de junio de 1958) es una arquitecta española, Profesora Titular de Universidad y Vicerrectora de los Campus y Sostenibilidad de la Unversitat Politècnica de València entre 2017 y 2021.

## Trayectoria
Doctora en arquitectura por la Universidad Politécnica de Valencia, obtuvo el premio COACV  2003-2004 con la tesis doctoral titulada La fortuna de los ideales racionalistas en España 1914-1936..El caso concreto de José Cort Botí (1895-1961).
Participante en el grupo de investigación interdisciplinar MSH Lorraine (Fondation Maison des sciences de l'homme), Universidad de Metz-Paul Verlaine, y miembro del grupo de investigación en Arte y Arquitectura contemporánea de la Universidad Politécnica de Valencia, en cuya Escuela Técnica Superior de Arquitectura es profesora del Departamento de Proyectos Arquitectónicos.
El 16 de enero de 2014, el Consejo de gobierno de la Universidad Politécnica de Valencia, le concedió la medalla XXV Años de la Universidad Politécnica de Valencia.

## Publicaciones
- «Migración y ciudad: existencias y espacios en transformación». Jornadas sobre Investigación en Arquitectura y Urbanismo. El Olivo (Madrid) (69-70): 64. 2009. Consultado el 22 de octubre de 2016.
- Azulay Tapiero, Marilda; Israel, Estrella (2009). «La Valencia judía espacios, límites y vivencias hasta la expulsión». datos.bne.es (Valencia: Consell Valencià de Cultura). ISBN 978-84-482-5204-5. ISSN 1887-2298. Consultado el 22 de octubre de 2016.
- «El proyecto arquitectónico: Paradigma de la complejidad». Consultado el 22 de octubre de 2016.
- «El proyecto arquitectónico: Un instrumento de coexistencia con el entorno» (pdf). IV Jornadas Internacionales sobre investigación en arquitectura y urbanismo. Consultado el 22 de octubre de 2016.
- «Paulo Mendes da Rocha. Conversaciones alrededor de la arquitectura: memoria, deseo y experiencia». Revista EN BLANCO (15). Valencia: Universidad Politécnica de Valencia. 2014. pp. 100-103. ISSN 2445-1215. Consultado el 22 de octubre de 2016.
- Azulay Tapiero, Marilda; Mas Llorens, Vicente; Saura Martín, Marina. «Mapa tipológico de asentamientos turísticos de la comunitat valenciana». Archivado desde el original el 22 de octubre de 2016. Consultado el 22 de octubre de 2016.
- «Arquitectura española y la Exposición Internacional de Artes Decorativas e Industriales Modernas (París, 1925): Actitudes, impresiones e implicaciones» (pdf). Congreso Internacional de Historia de la Arquitectura Moderna Española. Pamplona. Escuela Técnica Superior de Arquitectura. Universidad de Navarra: Ediciones S.L. 8-9 mayo de 2014. pp. 157-166. ISBN 978-84-92409-61-7. Consultado el 22 de octubre de 2016.
- «La regeneración urbana de los asentamientos turísticos desde la complejidad y la transversalidad disciplinar» (pdf). VI Jornadas de Investigación en Turismo. Sevilla. 3 y 4 de julio de 2013. pp. 1-20. ISBN 9788495499967. Archivado desde el original el 22 de octubre de 2016. Consultado el 22 de octubre de 2016.
- «Dos revistas de arquitectura en el Oriente Próximo 1934-1938: la construcción en el Oriente Próximo». Las revistas de arquitectura (1900-1975): crónicas, manifiestos, propaganda: actas preliminares. pp. 97-108. ISBN 978-84-92409-39-6.
- «La ciudad blanca de Tel-Aviv, patrimonio moderno del siglo 20». Actas de la Conferencia Internacional Criterios de Intervención en el Patrimonio Arquitectónico del Siglo 20. Pamplona. 3 y 4  de mayo de 2012. ISBN 9788492641703.
- «La "Ciudad Blanca" de Tel-Aviv, patrimonio moderno de la humanidad: Una experiencia de diversidad e integración». Jornadas de Arquitectura y Cooperación al Desarrollo. Sevilla, Escuela Técnica Superior de Arquitectura. jueves 21 y viernes 22 de octubre de 2010. pp. 147-158. ISBN 978-84-693-7003-2.
- «Migración y ciudad: Existencias y lugares en interacción una investigación necesaria». Jornadas de Arquitectura y Cooperación al Desarrollo. Sevilla, Escuela Técnica Superior de Arquitectura. jueves 21 y viernes 22 de octubre de 2010. pp. 135-146. ISBN 978-84-693-7003-2.
- «César Cort en la Primera Reunión Internacional de Arquitectos y Viaje de Estudios organizado por L’architecture d’aujourd’hui en U.R.S.S. y en Polonia» (pdf). Viajes en la transición de la arquitectura. Actas del congreso internacional. Pamplona. 6 y 7 de mayo de 2010. p. 109. ISBN 978-84-92409-13-6. Consultado el 22 de octubre de 2016.
- «Arquitectura española y la Exposición Internacional de Artes Decorativas e Industriales Modernas (París, 1925): Actitudes, impresiones e implicaciones» (pdf). Las exposiciones de arquitectura y la arquitectura de las exposiciones La arquitectura española y las exposiciones internacionales (1929-1975). Actas del congreso internacional. Pamplona. 8 y 9 de mayo de 2014. p. 157. ISBN 978-84-92409-61-7. Consultado el 22 de octubre de 2016.

## Cursos
- «Espacios y vivencias en la judería. Memoria de la judería de Valencia». Curso internacional de arqueología medieval de Sefarad / International course on the archaeology of medieval Sepharad. Universidad Internacional del Mar (Murcia). 2014. Archivado desde el original el 22 de octubre de 2016. Consultado el 22 de octubre de 2016.